# Streetboccia
Bei Streetboccia handelt es sich um eine Trendsportart, die sich die Grundprinzipien des traditionellen Boccia bzw. Boule zu Nutzen macht, diese aber um einige Aspekte erweitert. Streetboccia, auch Softboccia, Crossboccia oder Crossboule genannt, ist also eine Weiterentwicklung des Bocciasports und zieht so mit Sportformaten wie BMX, Snowboarding, Parkour oder Headis gleich, die ebenfalls bestehende Spielprinzipien erweitert haben, um so einen neuen Sport entstehen zu lassen.
Dadurch, dass Streetboccia überall gespielt werden kann, wird besonders auf die Aspekte Freiheit, Spontaneität und Kreativität Wert gelegt. Im Februar 2010 fand die Sportart erstmals beim weltweit größten Start-Up-Wettbewerb „Brand New Award“ auf der ISPO internationale Anerkennung.

## Entstehungsgeschichte
Die Idee, Boccia auch „cross“, also im dreidimensionalen Raum, zu spielen, gibt es schon wesentlich länger als den Begriff Streetboccia selbst. So wurde zum Beispiel versucht, durch die Nutzung von Plastikkugeln mehr Bewegung in das Spiel zu bringen. Das Problem war jedoch, dass die Bälle sprangen und so die Kontrolle, die für ein genaues Spielen nötig ist, nicht mehr gewährleistet war.
Abhilfe schafften zwei Studenten der Bergischen Universität Wuppertal, Mark Caliman und Timo Beelow. Nachdem sie zunächst gemeinsam an der Idee neuer Spielbälle arbeiteten, trennten sich ihre Wege. Caliman brachte 2008 die ersten Sets auf den Markt, Beelow folgte 2009. Durch das Ausrichten von Turnieren hat Beelow den Fun- und Trendsport als Sportart neu gesetzt.

## Das Spielgerät
Die zu 3/4 mit Granulat gefüllten Bälle erinnern stark an Hacky Sacks und eignen sich durch ihre Form und Verarbeitung perfekt für das Spiel im dreidimensionalen Raum. Anders als mit den herkömmlichen Bocciakugeln kann mit den Bällen über Bande, auf Treppen, Schrägen und an Abhängen gespielt werden, ohne dass die Umgebung oder die Spielbälle selbst in Mitleidenschaft gezogen werden. Die Bälle sind so konzipiert, dass sie sogar von Wasseroberflächen abspringen können. Sie sind waschbar und robust, aber dennoch leicht und weich genug um auch Fensterscheiben nicht zu beschädigen.

## Regeln, Ablauf und Ziel des Spiels
Die Regeln von Streetboccia leiten sich grundsätzlich von denen der Ursprungssportarten Boccia, Boule und Pétanque ab, bringen aber einige neue Ideen ins Spiel, die den Freiheitsgedanken von Streetboccia weiter unterstreichen.

### Spielziel
Ziel des Spiels ist weiterhin, die Spielbälle so nah wie möglich an den zuvor platzierten Marker oder Zielkugel zu werfen. Grundsätzlich gilt, dass der Spieler Punkte gewinnt, dessen Bälle den geringsten Abstand zum Marker haben. Dabei darf der Spielball jedoch nur geworfen, also nicht mit dem Fuß geschossen werden. Ein Match ist gewonnen, wenn ein Spieler aus zwei Sätzen siegreich hervorgegangen ist. Ein Satz besteht aus 13 Punkten, muss aber mit mindestens zwei Punkten Unterschied gewonnen werden (Bsp.: 13:11, 12:14).

### Spielverlauf

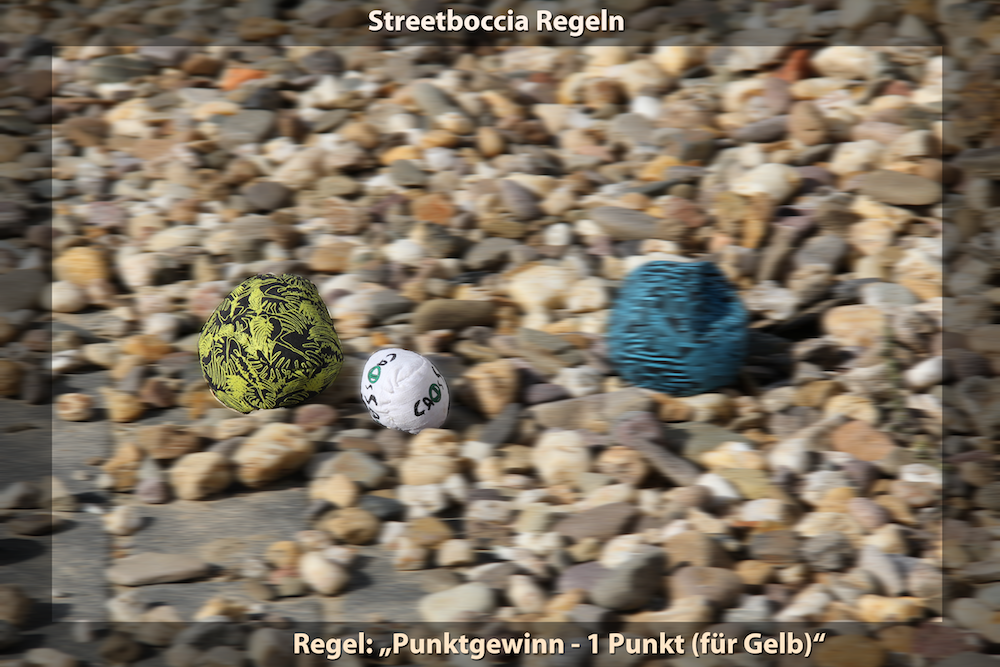
Streetboccia-Regel: Ein Punkt

Zu Beginn einer Spielrunde wird ein Spieler ausgelost, der aus einer frei wählbaren Position den Marker wirft. Hierbei legt dieser Spieler auch die Regeln der eröffneten Runde fest. Dabei wird bestimmt ob mit einem bestimmten Stil (beispielsweise durch die Beine etc.) oder gar über eine vorher festgelegte Bande gespielt werden muss. Darauf wirft derselbe Spieler auch seinen ersten Spielball. Danach werfen die restlichen Spieler in einer spontan abgesprochenen Reihenfolge ihre ersten Bälle. Nach dieser Runde wird der Spieler ermittelt, dessen Spielball am weitesten von dem Marker entfernt liegt. Dieser Spieler ist nun an der Reihe, seinen zweiten und dritten Wurf nacheinander zu tätigen. Jetzt werfen die restlichen Spieler ebenfalls ihre Bälle, wiederum abhängig von der Position ihres ersten Wurfes. Sind alle Bälle geworfen, werden die Punkte anhand ihrer Entfernung zum Marker errechnet.

### Punktvergabe

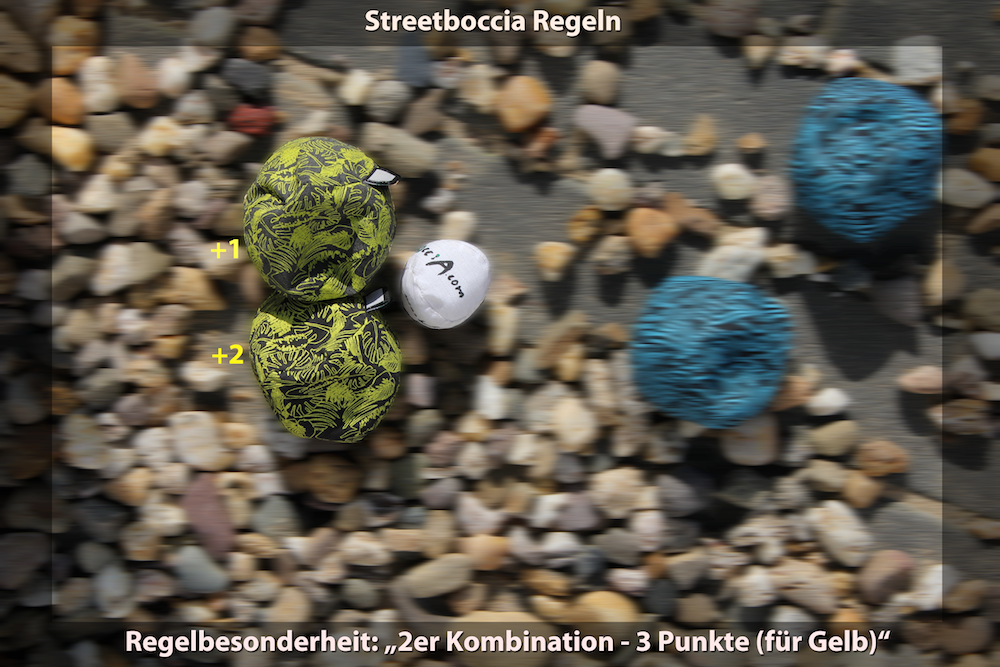
Streetboccia-Regel: 2er-Kombination – Drei Punkte

Wie bei den Ursprungssportarten ist auch im Streetboccia die Nähe der Spielbälle zum Marker die Bewertungsgrundlage für die Punktvergabe. Der Spieler, dessen Spielball am nächsten zum Marker liegt, erhält demzufolge einen Punkt. Liegen mehrere Bälle verschiedener Spieler gleich nah an dem Marker, so bekommt entsprechend jeder dieser Spieler einen Punkt. In den darauf folgenden Runden werden die Punkte gesammelt, bis 13 Punkte erreicht sind und somit ein Satz gewonnen ist.

### Regelbesonderheit

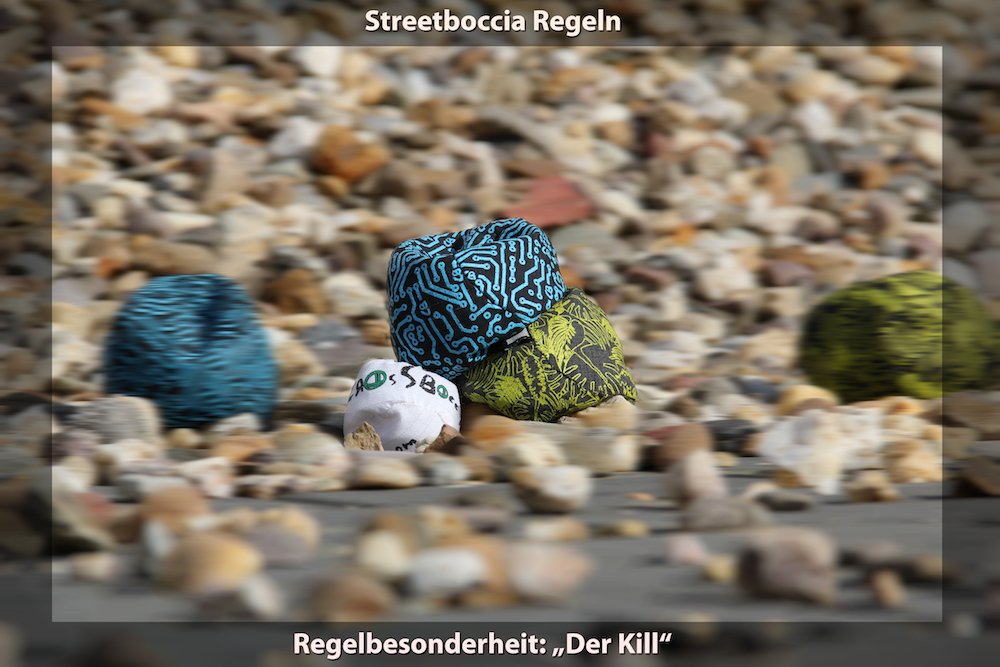
Regelbesonderheit: Der „Kill“

Beim Streetboccia gibt es neben der Nähe der Spielbälle zu dem Marker noch eine weitere Bewertungsgrundlage für Punktverteilung: Kombinationen.
Schafft es ein Spieler, seine Spielbälle nicht nur nah am Zielball, sondern auch in einer Reihe oder nebeneinander zu platzieren, so dass sie sich berühren, so gibt es hier zusätzliche Punkte, die sich zudem auch noch addieren lassen. So ist bei zwei sich berührenden Bällen der erste der beiden Bälle einen Punkt wert, der zweite zwei Punkte (Kombinationsbonus). Ist der dritte Ball ebenfalls anliegend, so zählt dieser drei Punkte. Hierdurch lassen sich in einer Runde bis zu sechs Punkte pro Aufnahme erzielen.
Eine weitere Besonderheit ist der so genannte „Kill“. Schafft es ein Spieler, mit seinem eigenen Ball den eines Gegenspielers zu mindestens 50 % zu überdecken, so bekommt der unten liegende Ball keinerlei Punkte gutgeschrieben.

## Turniere, Wettbewerbe und Events
Seit dem Bestehen des Sports wurden zahlreiche Turniere und Events unter dem Label „Crossboccia“ durchgeführt, die international besucht werden und besonders bei Spielern, aber auch in den Medien immer wieder für Interesse sorgen. In nur knapp zwei Jahren wuchs die Spielergemeinschaft im Jahr 2012 europaweit auf ca. 50.000 aktive Spieler an. Wurden 2009 noch kleinere „Meet & Greet Cups“ abgehalten, organisierte man 2011 bereits die erste Weltmeisterschaft und Weltranglistenturniere. So kann ein Spieler über die regelmäßigen stattfindenden Turniere Weltranglistenpunkte sammeln, die dann in einer Tabelle dargestellt werden. Die nächsten Weltmeisterschaften fanden im Jahr 2013 und am 2. November 2014 in Wuppertal statt.

## Videos
- Video-Impressionen von 2008
- mdr TV-Beitrag mit Interview M. Caliman
- Crossboccia YouTube – Neuer Trendsport: Crossboccia: Urban
- Crossboccia YouTube – Crossboccia Extreme